# آذینچه
آذینچه (نام علمی: Cosmarium) نام یک سرده از رده یوغی‌جلبکان است.